# Université Bordeaux-IV
Pour un article plus général, voir Faculté de droit et science politique de Bordeaux.
L’université Bordeaux-IV, de nom d’usage « université Montesquieu Bordeaux IV », est une université française ayant existé entre 1995 et 2013. Consacrée au droit et aux sciences économiques, elle fusionne le 1er janvier 2014 avec deux autres universités bordelaises pour former l'université de Bordeaux et devient par conséquent le Collège droit, science politique, économie, gestion de l'Université de Bordeaux composé de la Faculté de droit et science politique, la Faculté d'économie, gestion et AES, l'Institut d'administration des entreprises et l'Institut du travail.  
Son plus gros site est situé dans le domaine universitaire de Talence Pessac Gradignan. Elle possède des sites délocalisés à Bordeaux (Caudéran, quartier de la Bastide, avec le pôle universitaire des sciences de gestion de Bordeaux), Mérignac, Agen, Périgueux et Mont-de-Marsan. Ses domaines principaux sont le droit et les sciences politiques, les sciences économiques et sociales, et les sciences de gestion et management.

## Historique

### Avant sa fondation
L’université de Bordeaux fut fondée en 1441 par une bulle du pape Eugène IV. Cette université comptait quatre facultés : art, médecine, droit et théologie.
L’université Bordeaux-I a été créée en 1971 à la suite de la division en trois de l’université de Bordeaux. Elle regroupait alors les Sciences, les Technologies, le Droit et les Sciences sociales et politiques. Les secteurs « sciences » et « droit » ont tout de même un fonctionnement séparé. Des vice-présidents sont notamment délégués aux facultés de droit et d'économie :

### Fondation et disparition
En 1995, l’université Bordeaux-IV est créée. Elle est consacrée au droit et aux sciences économiques. L’assemblée constitutive provisoire du 22 juin 1995 a souhaité rendre hommage à Montesquieu en adoptant son nom.
En 2007, Bordeaux-IV est membre fondateur du PRES « Université de Bordeaux ».
Préparée depuis 2010, l’université de Bordeaux est en grande partie reformée le 1er janvier 2014, résultat de la fusion des universités Bordeaux-I, Bordeaux-II et Bordeaux-IV, l'université Bordeaux-III restant autonome et prenant le nom d'université Bordeaux-Montaigne.

### Présidence
| Identité                                    | Période | Période       | Durée |
| Identité                                    | Début   | Fin           | Durée |
| ------------------------------------------- | ------- | ------------- | ----- |
| Par intérim : Marc Penouil (d) (né en 1929) | 1995    | 1996          | 1 an  |
| Jean de Gaudusson (né en 1942)              | 1996    | 2001          | 5 ans |
| Gérard Hirigoyen (né en 1948)               | 2001    | 2006          | 5 ans |
| Jean-Pierre Laborde, (né en 1947)           | 2006    | 2011          | 5 ans |
| Yannick Lung (d) (né en 1954)               | 2011    | 2013 (fusion) | 2 ans |

## Composantes
Conformément au code de l'éducation qui fixe l’organisation légale des universités publiques en France, Bordeaux-IV se compose de plusieurs composantes. On trouve d’une part les unités de formation et de recherche (UFR) et d’autre part les « instituts et écoles » :

### UFR

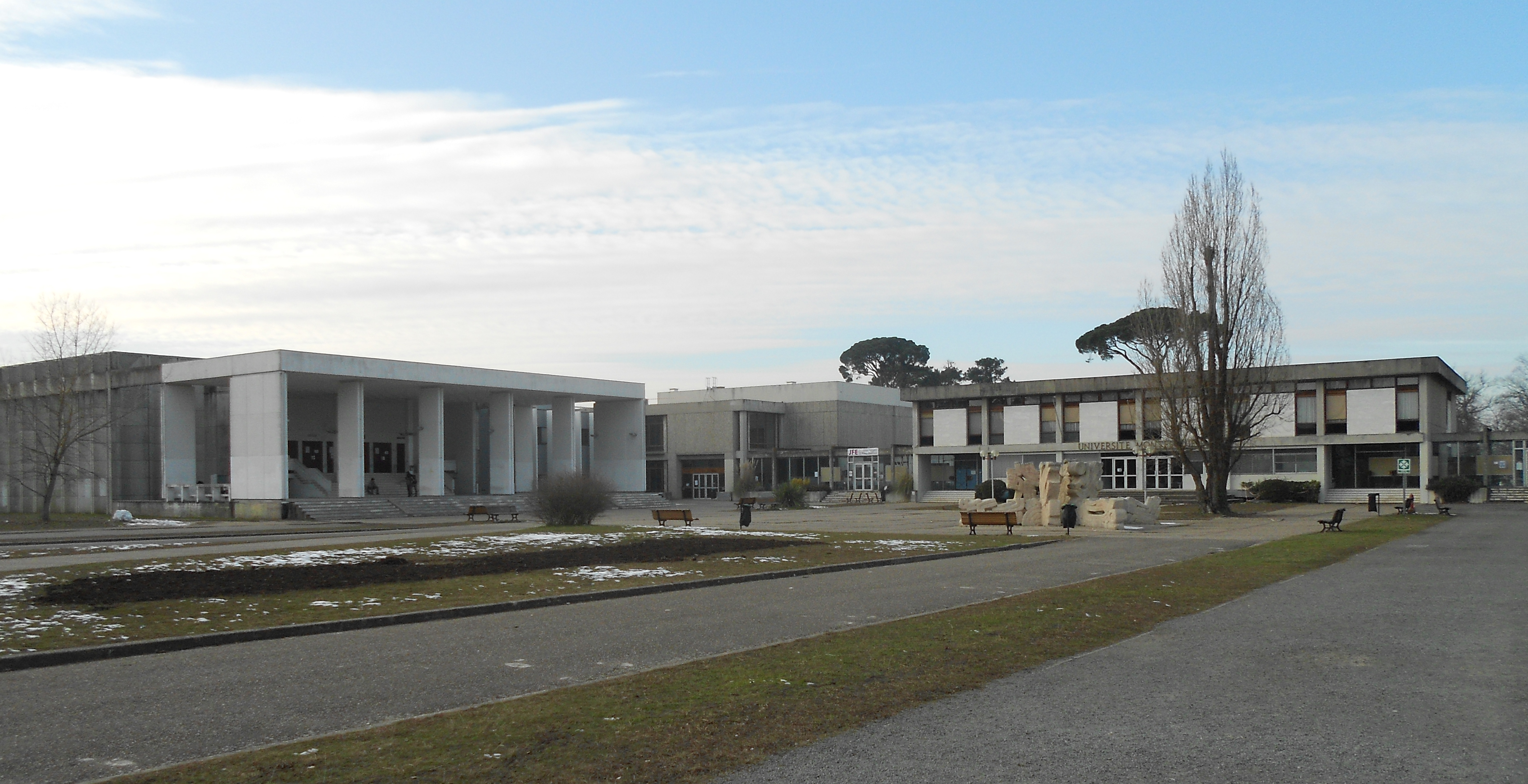
L'Université Montesquieu Bordeaux-IV

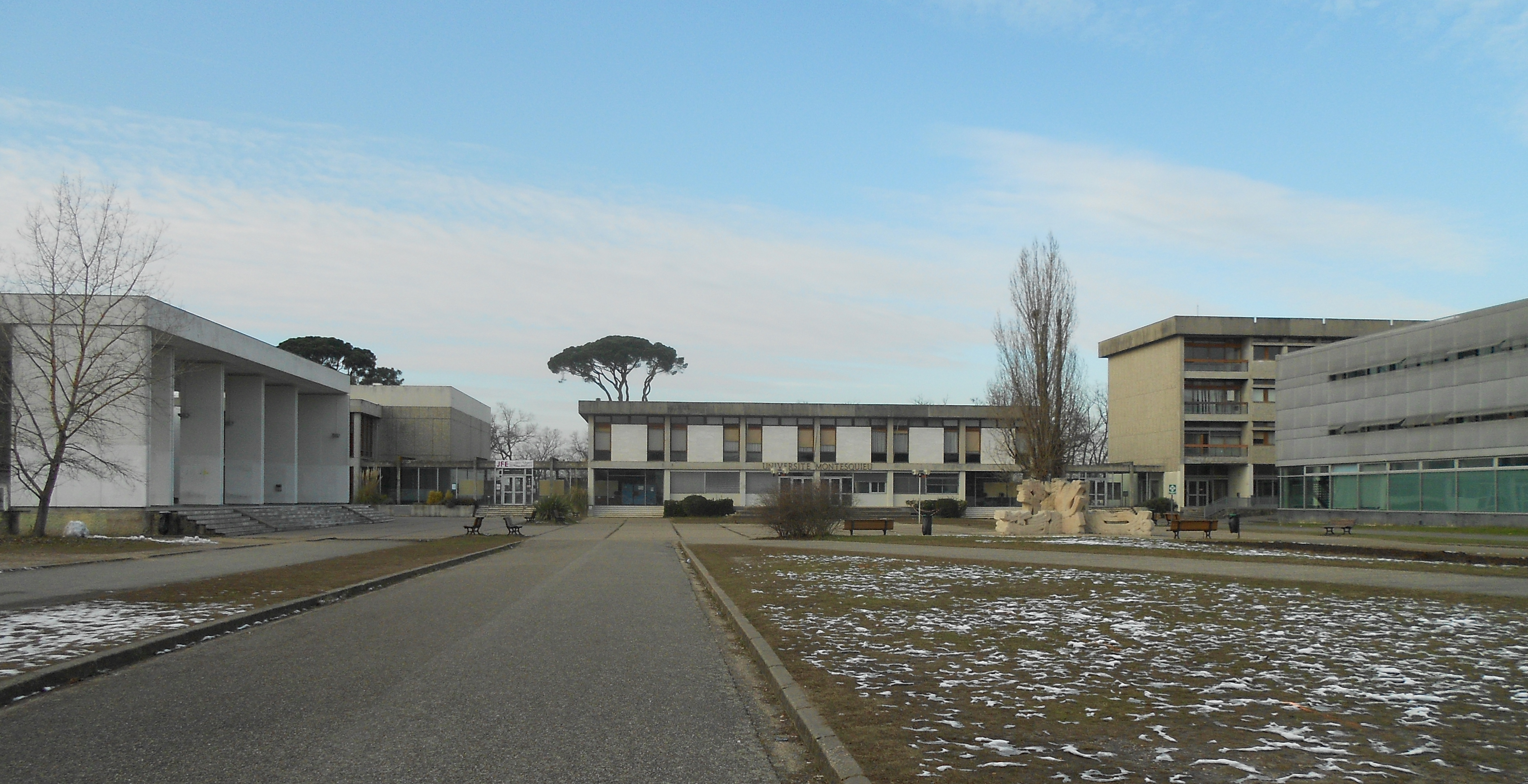

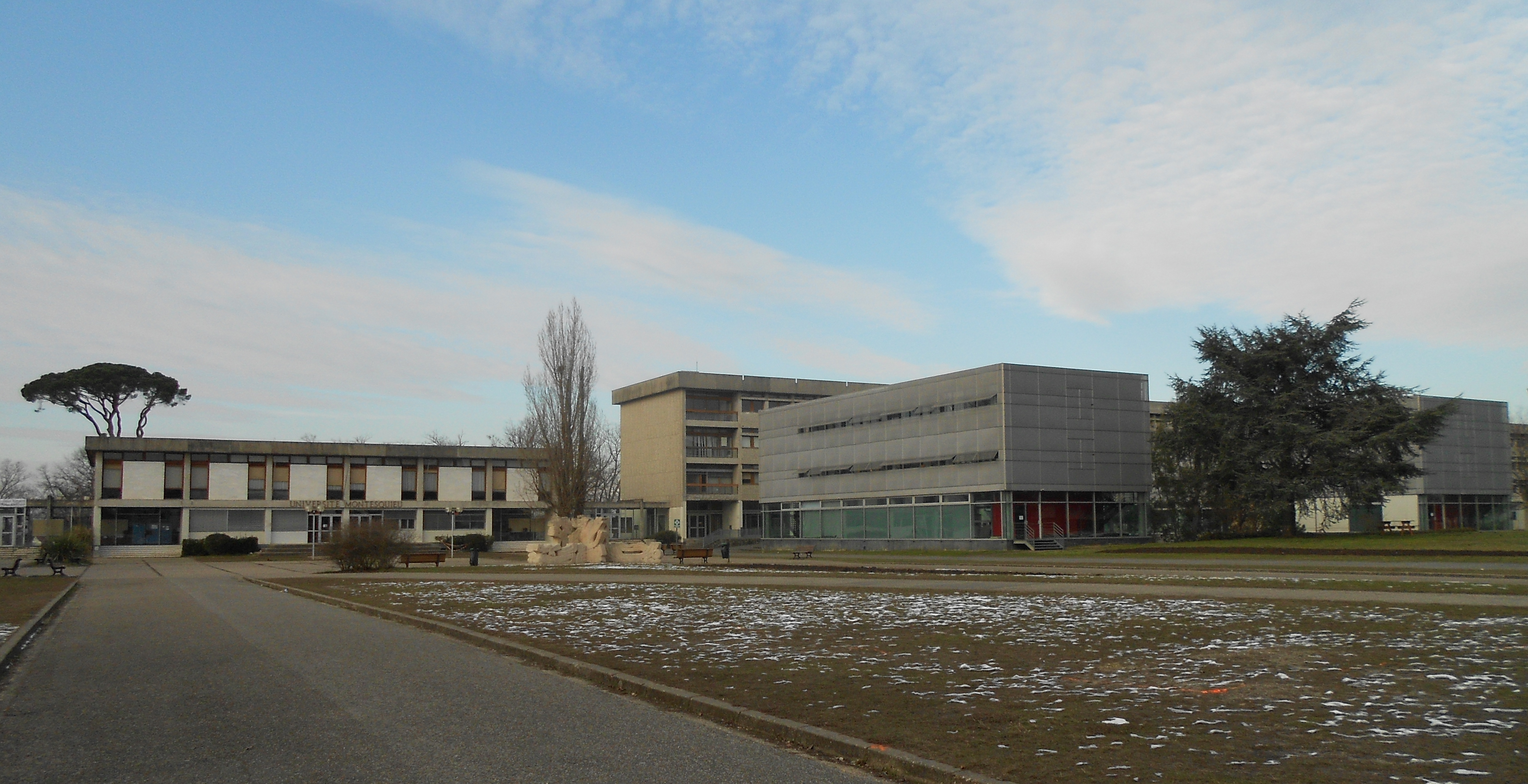

- UFR de droit et science politique,
- UFR économie, administration économique et sociale et gestion,

### Instituts et départements[18]
- Institut d'administration des entreprises, dont Institut universitaire professionnalisé de commerce de Bordeaux ;
- Institut universitaire de technologie de Bordeaux Montesquieu ;
- Institut universitaire de technologie de Périgueux-Bordeaux IV ;
- Institut d’études juridiques (IEJ) ;
- Institut du travail ;
- Institut d’études juridiques et économiques de Périgueux (IEJE) ;
- Département d’études juridiques d’Agen (DEJA) ;
- Pôle universitaire des sciences de gestion qui a un statut de département ;
- Médiaquitaine (centre de formation aux carrières des bibliothèques, situé à Gradignan).

#### ESPE

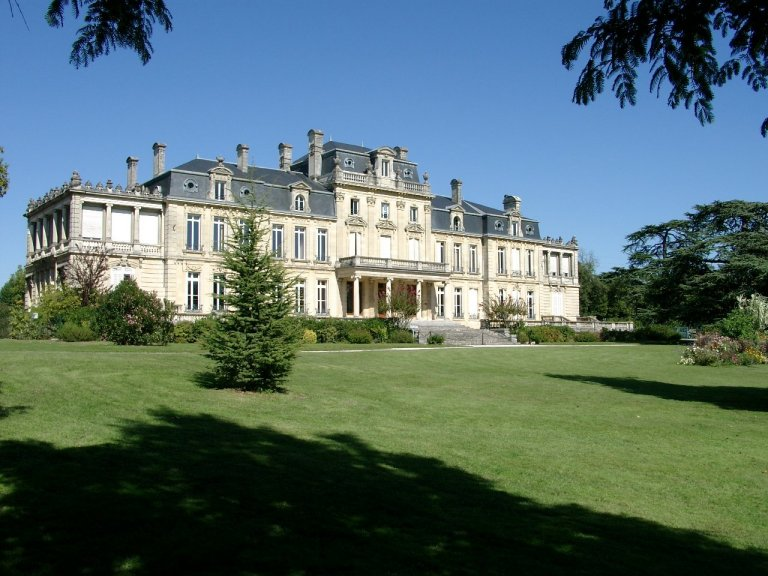
Château Bourran à Mérignac

Intégré à partir du 1er janvier 2008, l'Institut Universitaire de Formation des Maîtres devenu l'École supérieure du professorat et de l'éducation d'Aquitaine, dispense un enseignement dans le cadre du master MEEF (Sciences pour les métiers de l’enseignement, de l’éducation et de la formation) et se décline en 8 spécialités d’enseignement, accessibles en formation initiale ou continue. Les 1 200 étudiants en master sont répartis sur les six sites de formation implantés dans chaque département de l’académie. Le siège de l'ESPE d'Aquitaine est situé sur le site de Mérignac.
Les différents sites sont :
- Mérignac, au Château Bourran, avec un parc qui s’étend sur 17 hectares, classés monuments historiques ;
- Bordeaux-Caudéran, dans un parc ancien de deux hectares, autrefois propriété de l’École normale de filles de la Gironde ;
- Mont-de-Marsan, sur le site Universitaire Henri Scognamiglio qui regroupe, outre l’ESPE, l’IUT des Pays de l’Adour, l’École supérieure du bois et le CDDP des Landes ;
- Périgueux, au centre du pôle universitaire de la Grenadière, devenu Campus Périgord ;
- Agen, à proximité du Centre Universitaire du Pin ;
- Pau, à proximité du campus universitaire de l’Université de Pau et des Pays de l’Adour.

#### IEP
L’institut d'études politiques de Bordeaux est un établissement public à caractère administratif, rattaché à l’université de Bordeaux-IV.

### Écoles doctorales
L’université comporte trois écoles doctorales :
- École doctorale de droit ;
- École doctorale de sciences politiques ;
- École doctorale des sciences économiques, gestion et démographie.

### Campus
La majeure partie de l’université se situe au domaine universitaire de Talence Pessac Gradignan (desservi par la ligne B du tramway de Bordeaux : stations Montaigne Montesquieu et UNITEC). Elle y dispose de la bibliothèque universitaire de droit de Bordeaux pour la documentation de ses chercheurs et étudiants.
Depuis 2006, les formations des sciences de gestion, l’IAE et les départements Tech de Co et GEA de l’IUT se situent au pôle universitaire des sciences de gestion de Bordeaux (desservi par la ligne A du tramway : station Jardin Botanique).
L’université possède une antenne à Agen avec des formations en droit et en administration économique et sociale et un département d'études juridiques et économiques situé sur le site universitaire de Périgueux.

## Formation

### Diplôme Universitaire de Technologie
- Gestion des Entreprises et des Administrations ;
- Gestion Logistique et Transport ;
- Techniques de commercialisation ;
- Génie Chimique.

### Licence
La licence est délivrée dans un domaine qui se décline ensuite en mentions.
- Droit, économie, gestion :
  - droit et science politique ;
  - administration publique ;
  - économie et gestion ;
  - administration économique et sociale.

### Licence professionnelle
Bordeaux-IV délivre les licences professionnelles suivantes :
- Gestion et Administration du Personnel ;
- Gestion Informatisée des Organisations ;
- Management Logistique et Transport ;
- Métiers de l'administration territoriale ;
- Négociation commerciale ;
- Commerce franco-ibérique ;
- Distech ;
- Banque, finance, assurance ;
- Transactions et gestion immobilières ;
- Gestion de la paie et du social.

### Master
Le master est délivré dans un domaine qui se décline ensuite en mentions puis en spécialités (non listées ici).
- Droit, économie, gestion :
  - droit privé ;
  - droit international et européen ;
  - droit public et sciences politiques ;
  - économie appliquée ;
  - économie et finances internationales ;
  - ingénierie mathématique, statistique et économie ;
  - management ;
  - comptabilité et finance ;
  - marketing et vente ;
  - méthodes informatiques appliquées à la gestion des entreprises.

### Autres
- Préparation à certains concours (enseignement, école de la magistrature…) ;
- Formations de l'institut d'administration des entreprises ;
- Diplômes d'université ;
- Diplôme d’État médiation familiale ;
- Formation continue, validation d'acquis ;
- Institut du travail.

## Recherche
Plusieurs équipes de recherche travaillent à Bordeaux-IV.

### Droit
- Centre de droit comparé du Travail et de la Sécurité sociale (avec le CNRS) ;
- Centre aquitain d'Histoire du Droit ;
- Institut de Recherche en Droit des Affaires et du Patrimoine ;
- Centre d'Étude et de Recherche sur le Droit administratif et la Réforme de l'État ;
- Centre de Recherche et Documentation Européennes Internationales ;
- Groupement de Recherches Comparatives en droit Constitutionnel, Administratif et Politique ;
- Institut de Sciences criminelles et de la Justice (ISCJ) ;
- Centre Européen d'Étude et de Recherche en Droit de la Famille et des Personnes (CERFAP).

### Économie
- Groupe de Recherche en Économie Théorique et Appliquée (GREThA)(avec CNRS) ;
- Laboratoire d'Analyse et de Recherche en Économie - Économie et Finance Internationales.

### Gestion
- Institut de Recherche en Gestion des Organisations

### Sciences politiques
- Centre d'étude d'Afrique noire (avec CNRS) ;
- Science Politique Relations Internationales Territoire (avec CNRS) ;

## Personnalités liées

### Étudiants
- Nicole Bricq, femme politique française ;
- Hassan II, roi du Maroc de 1961 à 1999, diplômé de la faculté de droit de Bordeaux ;
- Moulay Rachid, prince du Maroc.

## Vie étudiante

### Évolution démographique
Évolution démographique de la population universitaire
| 2000   | 2001   | 2002   | 2003   | 2004   | 2005   | 2006   | 2007   |
| ------ | ------ | ------ | ------ | ------ | ------ | ------ | ------ |
| 12 681 | 12 556 | 12 578 | 13 043 | 13 407 | 13 593 | 14 388 | 14 678 |

| 2008   | 2009   | 2010   | 2011   | 2012   | - | - | - |
| ------ | ------ | ------ | ------ | ------ | - | - | - |
| 17 468 | 18 198 | 17 068 | 18 662 | 19 370 | - | - | - |